# Mari Ramos
Mari Ramos es una presentadora de clima nicaragüense-estadounidense de CNN International. Presenta segmentos de tiempo en News Stream, World Business Today e International Desk. También aparece en CNN Doméstico, Headline News y la red de aeropuertos. Presenta informes meteorológicos en CNN en Español.

## Biografía
Ramos nació en Nicaragua, pero se mudó a Estados Unidos cuando tenía 8 años.
Recibió una licenciatura en comunicaciones y periodismo de difusión de la Universidad Internacional de Florida en Miami. Trabaja para Broadcast Meteorologist Certification de la Universidad Estatal de Mississippi.
Comenzó su carrera televisiva en WPLG, afiliada de ABC en Miami, donde, como interno, practicó reportería y escritura para los noticiarios nocturnos de la estación. Trabajó en The Weather Channel como meteoróloga y reportera de la división latinoamericana de la red, antes de unirse a CNN en 1999.